# Santiago (commune)
Pour les articles homonymes, voir Santiago (homonymie).
Cet article concerne la commune de Santiago, au Chili. Pour l'agglomération, voir Santiago.
Santiago est une commune du Chili, située dans la province et la région métropolitaine de Santiago, au centre de l'agglomération à laquelle elle donne son nom, capitale du Chili.

## Géographie

### Situation

Localisation de Santiago (en rouge) au sein de son agglomération.

La commune s'étend sur 23,2 km2 au centre de Santiago du Chili et de la Région métropolitaine. Elle est limitée au nord par le cours du Mapocho et traversée par le Zanjón de la Aguada.
La ville possède de nombreux espaces verts dont les plus importants sont la colline Santa Lucia au nord-est, ainsi que les parcs Almagro, Los Reyes, O'Higgins, qui avec une superficie de 80 ha, est le plus vaste de la ville, et Quinta Normal.

## Histoire
La ville de Santiago est fondée le 12 février 1541 sous le nom de Santiago de la Nueva Extremadura par Pedro de Valdivia.
La commune est officiellement créée par le décret-loi du 28 janvier 1928 du président Carlos Ibáñez del Campo et résulte de la fusion des anciennes communes de Cañadilla, Estación, Maestranza, Parque Cousiño, Portales, Recoleta, San Lázaro, Santa Ana, Santa Lucía et Universidad. Lors de la réorganisation administrative de 1981, la section de Recoleta en est détachée pour former une commune à part entière. Il en est de même avec Estación Central en 1985 et Independencia en 1991.

## Population et société

### Démographie
En 2017, la population s'élevait à 404 495 habitants.

## Politique et administration
La commune est dirigée par un maire et dix conseillers élus pour un mandat de quatre ans. Les dernières élections ont eu lieu les 26 et 27 octobre 2024.

## Transports
La commune est desservie par les lignes 1, 2, 3, 5 et 6 du métro de Santiago, ainsi que par le réseau d'autobus Red de l'agglomération de Santiago.